# Ariana Jollee
Ariana Jollee (Nueva York, 29 de septiembre de 1982) es una actriz pornográfica, directora de cine para adultos y modelo erótica estadounidense retirada.

## Carrera
Jolle ingresó a la industria del porno en el 2003 luego de promocionarse en su propia página web "hecha en casa". Fue reclutada en una primera instancia por un gerente de Anabolic Video. Sus primeras películas con dicha compañía fueron Nasty Girls 35 y Spring Chickens 4.
En el 2004 viajó a Praga para participar en la serie 50 Guy Creampie y ese mismo año firmó contratos con Anarchy Films y Python Pictures para dirigir películas. Su primera cinta bajo este contrato fue The Narcassist. Jollee también dirigió la serie Young Bung para Mayhem. Supuestamente solo iba a actuar en la película, pero reemplazó a Lauren Phoenix como directora cuando ésta dejó la producción por diferencias creativas.

## Vida personal
Jollee es la hija del anunciador de radio neoyorquino Gil David y la más joven de dos hermanas. Es de ascendencia italiana y judeo-rusa

## Premios y nominaciones
| Año  | Premio           | Resultado | Categoría                                        | Película                      |
| ---- | ---------------- | --------- | ------------------------------------------------ | ----------------------------- |
| 2003 | Premios XRCO     | Nominada  | Analista orgásmica                               | —                             |
| 2003 | Premios XRCO     | Nominada  | Superputa                                        | —                             |
| 2004 | Premios XRCO     | Nominada  | 3 vías                                           | Unnatural Sex 11              |
| 2004 | Premios XRCO     | Nominada  | Analista orgásmica                               | —                             |
| 2004 | Premios XRCO     | Nominada  | Artista femenina del año                         | —                             |
| 2004 | Premios XRCO     | Nominada  | Escena grupal                                    | Orgy World 7: The Next Level! |
| 2004 | Premios XRCO     | Ganadora  | Superputa                                        | —                             |
| 2005 | Premios AVN      | Nominada  | Artista femenina del año                         | —                             |
| 2005 | Premios AVN      | Ganadora  | Mejor escena de sexo en grupo – Video            | Orgy World 7: The Next Level! |
| 2005 | Premios AVN      | Nominada  | Mejor escena de sexo en trío – Video             | Unnatural Sex 11              |
| 2005 | Premios XRCO     | Ganadora  | Superputa                                        | —                             |
| 2006 | Premios AVN      | Nominada  | Artista femenina del año                         | —                             |
| 2006 | Premios AVN      | Nominada  | La escena de sexo más indignante                 | Neo Pornographia 2            |
| 2006 | Premios AVN      | Nominada  | La escena de sexo más indignante                 | Swallow My Squirt             |
| 2006 | Premios AVN      | Nominada  | Mejor escena de sexo en solitario                | Blu Dreams: Sweet Solos       |
| 2006 | Premios F.A.M.E. | Nominada  | La puta perfecta... La chica más sucia del porno | —                             |
| 2007 | Premios AVN      | Nominada  | Mejor escena de sexo en grupo – Video            | Corruption                    |
| 2007 | Premios F.A.M.E. | Nominada  | La chica más sucia del porno                     | —                             |